# Athos-Aspis
 Athos-Aspis es una población y comuna francesa, en la región de Aquitania, departamento de Pirineos Atlánticos, en el distrito de Oloron-Sainte-Marie y cantón de Sauveterre-de-Béarn.

## Demografía
| 244 | 242 | 328 | 339 | 421 | 275 | 438 | 434 | 390 | 367 | 351 | 337 | 357 | 400 | 373 | 338 | 328 | 325 | 326 | 314 | 303 | 290 | 291 | 249 | 236 | 217 | 209 | 213 | 203 | 201 | 197 | 203 | 189 |
| Para los censos de 1962 a 1999 la población legal corresponde a la población sin duplicidades (Fuente: INSEE [Consultar]) |     |     |     |     |     |     |     |     |     |     |     |     |     |     |     |     |     |     |     |     |     |     |     |     |     |     |     |     |     |     |     |     |

## Economía
La principal actividad es la agrícola.